# EIZO
EIZO Nanao Corporation ( 株式会社ナナオ ), ou EIZO, est une société japonaise créée en mars 1968. Elle fabrique principalement des écrans professionnels réputés notamment auprès des graphistes. Elle est actuellement présidée par Yoshitaka Jitsumori.

## Historique
En 1968, Hakui Electric Corporation est créé à Hakui, au Japon. Constructeur de télévisions en noir et blanc, Hakui devient Nanao Corporation en 1973. 1980 marque l'acquisition d'Irem Corporation, développeur et fournisseur de logiciels pour un usage domestique ou industriel. 
En 1981, l'usine de Hakusan, où se trouve désormais le siège mondial, est inaugurée.
Après avoir lancé son développement international en 1984, Nanao Corporation décide de commencer à produire et distribuer ses moniteurs sous son propre nom. Aux États-Unis, la marque s'appellera Nanao. En Europe, ce sera EIZO, mot japonais pour « Image ».
Les premiers moniteurs étaient des 12 et 14 pouces au design compact.
En 1991, Nanao Corporation constate des « importations inversées » : en raison d’une demande considérable, ses écrans distribués en Europe et aux États-Unis se retrouvent dans les rayons de magasins spécialisés au Japon. C'est le début de la commercialisation des moniteurs Nanao au Japon.
Le premier moniteur EIZO LCD pour PCs apparaît en 1992. Il se nomme FA-1020 et il s’agit du premier moniteur LCD commercialisé.
1996 est une année importante pour Nanao - EIZO. Le nom EIZO est généralisé dans le monde entier et le logo EIZO connu désormais prend forme. EIZO lance également un nouveau design pour un de ses moniteurs CRT : un succès mondial tant dans le monde des affaires que pour un usage privé.
En 2000, EIZO lance le moniteur au bezel le plus fin du monde.
En 2002, c’est la gamme RadiForce, destinée au monde médical, qui apparaît. 
2003 marque l’introduction de la gamme ColorEdge, pour les personnes évoluant dans le milieu de la couleur. C’est dans cette gamme que le premier moniteur LCD RGB est commercialisé en 2003 : le ColorEdge CG220.
En 2007, EIZO investit  2,5 milliards de yen dans la création d'un nouveau centre de R&D (six étages) à Hakusan.

## Le premier moniteur QuadHD 36 pouces, DuraVision FDH3601
En 2012, EIZO dévoile son DuraVision FDH3601, « premier moniteur informatique 36’’ affichant une définition 4K ». Jusqu’alors, cette définition était réservée à des écrans très spécialisés, de diagonale souvent supérieures et d’autant plus chers. Le DuraVision FDH3601, notamment destiné au contrôle aérien, à la géophysique ou à la médecine dispose d’un affichage sur 10 bits à partir d’une table LUT sur 16 bits, pour afficher 1,07 milliard de couleurs et éviter les phénomènes de banding (aplats dans les dégradés).

## Les gammes EIZO

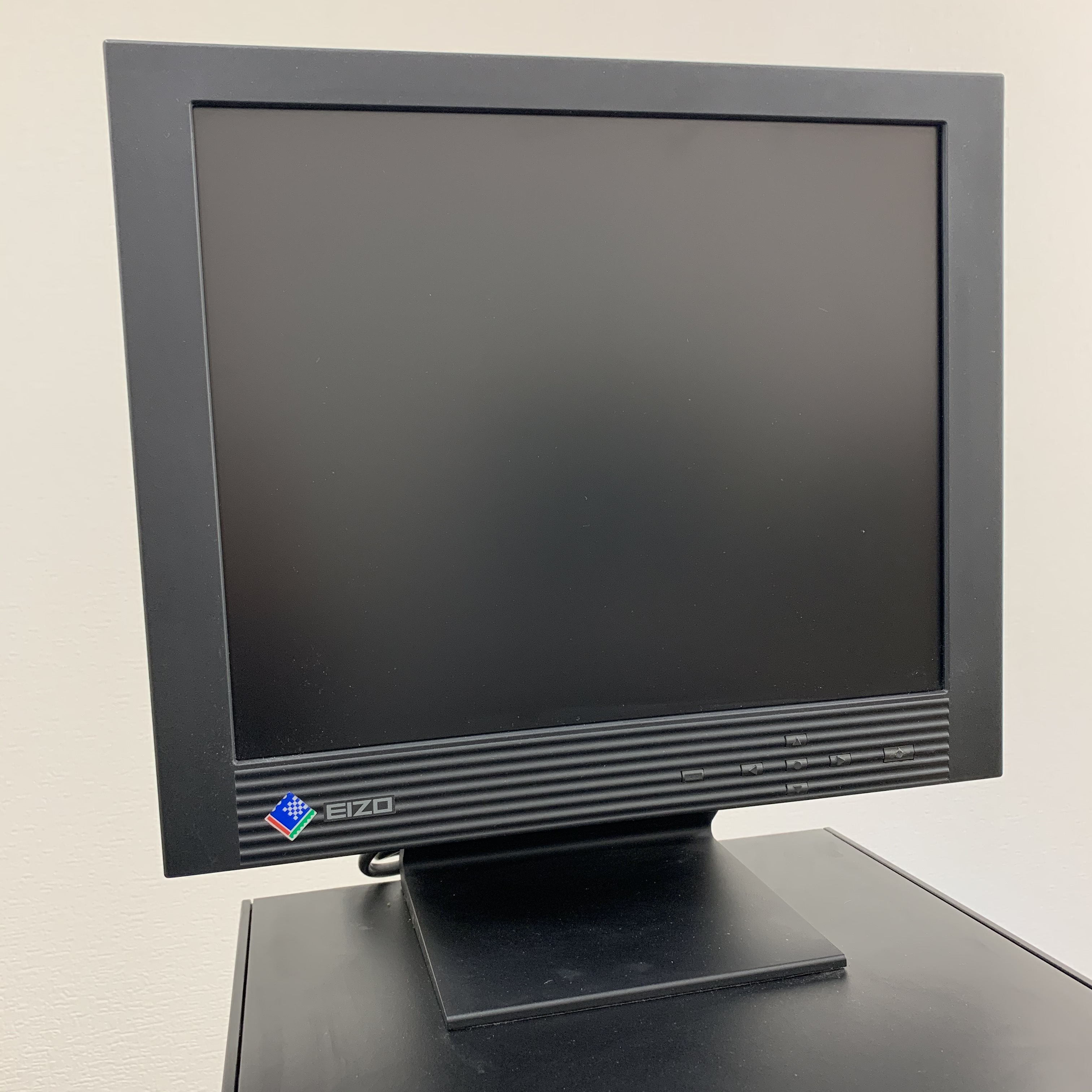
EIZO FlexScan L461 (16.0inch)

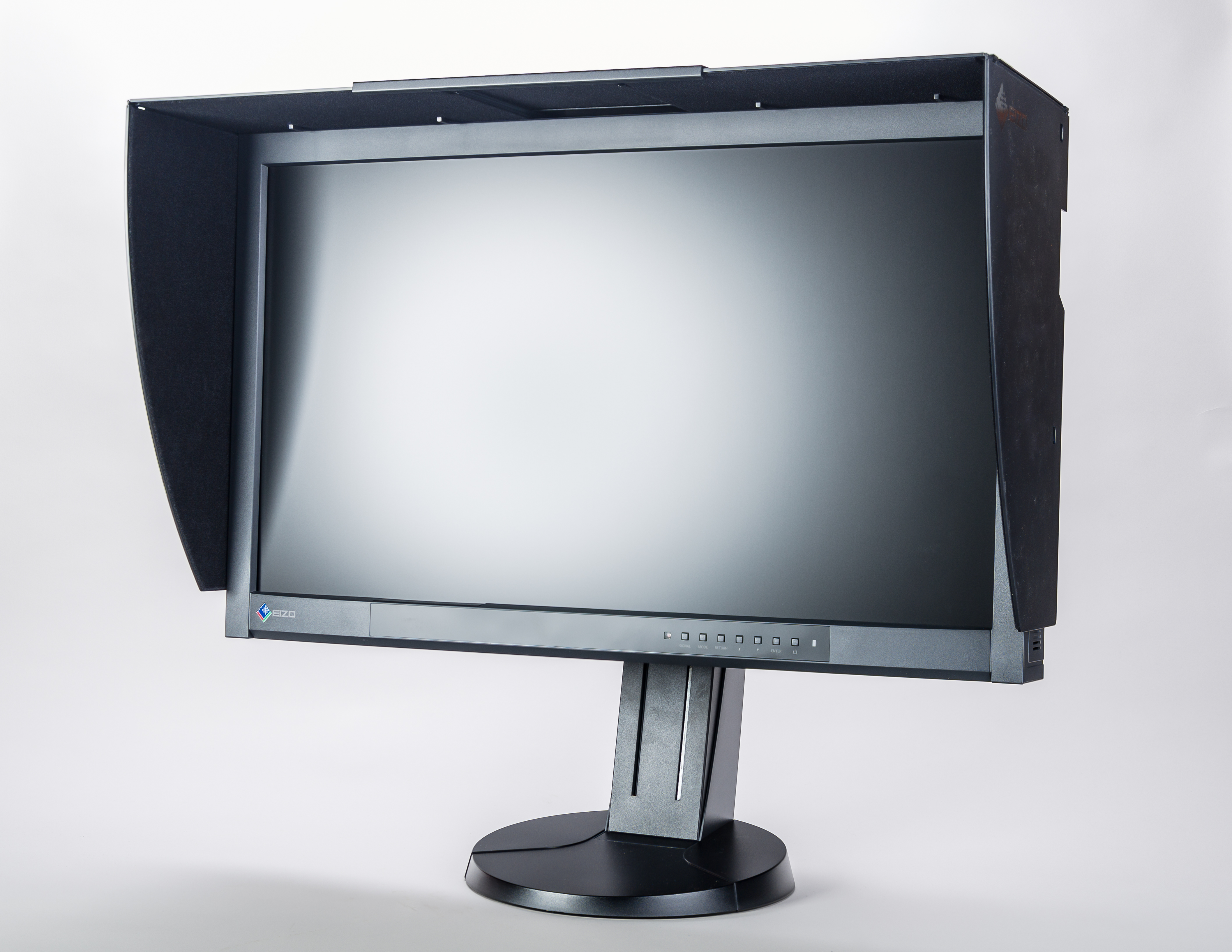
Moniteur EIZO CG277

- En 2013, les gammes EIZO se présentent de la façon suivante :
- moniteurs LCD : FlexScan ;
- moniteurs Graphiques : ColorEdge ;
- moniteurs industriels : DuraVision ;
- moniteurs pour l’affichage médical : RadiForce ;
- moniteurs multimédia : Foris ;
- moniteurs pour le Contrôle du Trafic Aérien : Raptor ;
- accessoires.